# Inundaciones y deslizamientos de tierra en el noreste de Brasil en 2022
En 2022 se produjeron inundaciones y deslizamientos de tierra en la región noreste de Brasil. Su causa fueron las lluvias que azotaron principalmente el estado de Pernambuco, pero también Sergipe, Alagoas, Paraíba y Río Grande del Norte. Los volúmenes de precipitaciones superaron el promedio mensual histórico en varias ciudades en sólo tres días.

## Por estado

### Pernambuco

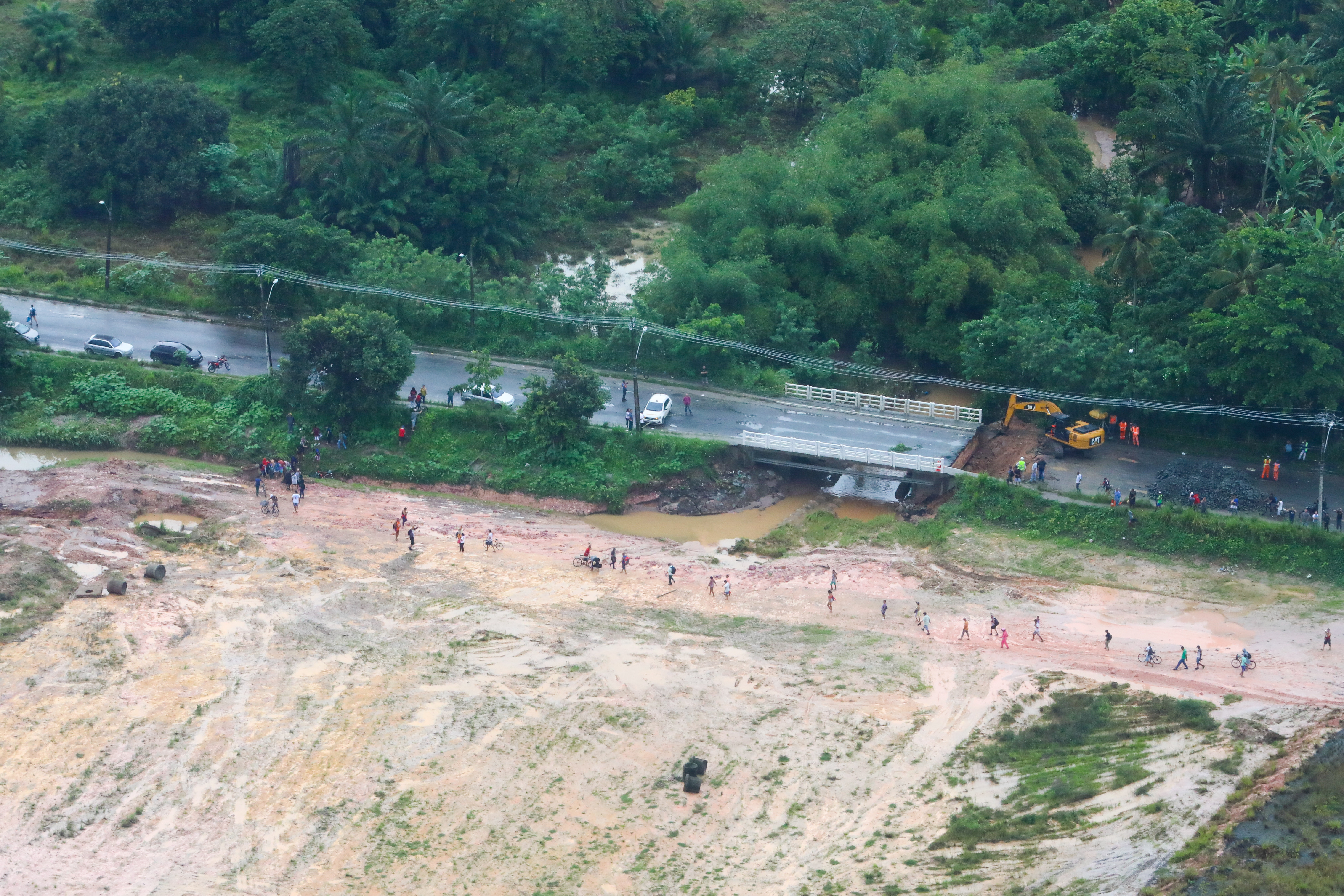
Se derrumba parte del asfalto en carretera.

Pernambuco fue el estado más afectado. Entre el 28 y 29 de mayo, la ciudad de Recife estuvo en alerta roja del Instituto Nacional de Meteorología (Inmet), lo que significa un alto volumen de precipitaciones (más de 60 mm por hora o 100 mm en un día) y una alta posibilidad de accidentes. En 24 horas, el área metropolitana de Recife, la zona de mata y el agreste de Pernambuco registraron precipitaciones superiores a los 100 milímetros.
Los municipios de Itapissuma e Itaquitinga registraron más lluvias, desde las 06:00 horas del 27 de mayo hasta las 06:00 horas del 28 de mayo, que el total previsto para todo el mes de mayo. Recife, Olinda, Jaboatão dos Guararapes, São Lourenço da Mata, Igarassu y Abreu e Lima y al menos otros doce municipios registraron precipitaciones superiores a 200 mm en 24 horas.
Sólo en el Gran Recife el número de muertos llegó a 106 y, hasta la fecha, otras 10 personas siguen desaparecidas. Sólo en Jardim Monte Verde, en el barrio de Ibura (sur del Gran Recife), murieron al menos 21 personas. Además, otras 4.000 personas quedaron sin hogar a causa de las lluvias.[cita requerida]

### Alagoas
El estado también se vio afectado por fuertes lluvias, dejando a más de 10.000 personas sin hogar y otras 3.000 sin hogar. Llovió en la capital Maceió, más de 250 mm de precipitación, que superó el promedio mensual histórico del lugar. Al menos 33 municipios del estado se encuentran en estado de emergencia.

## Reacción del gobierno

### Estado

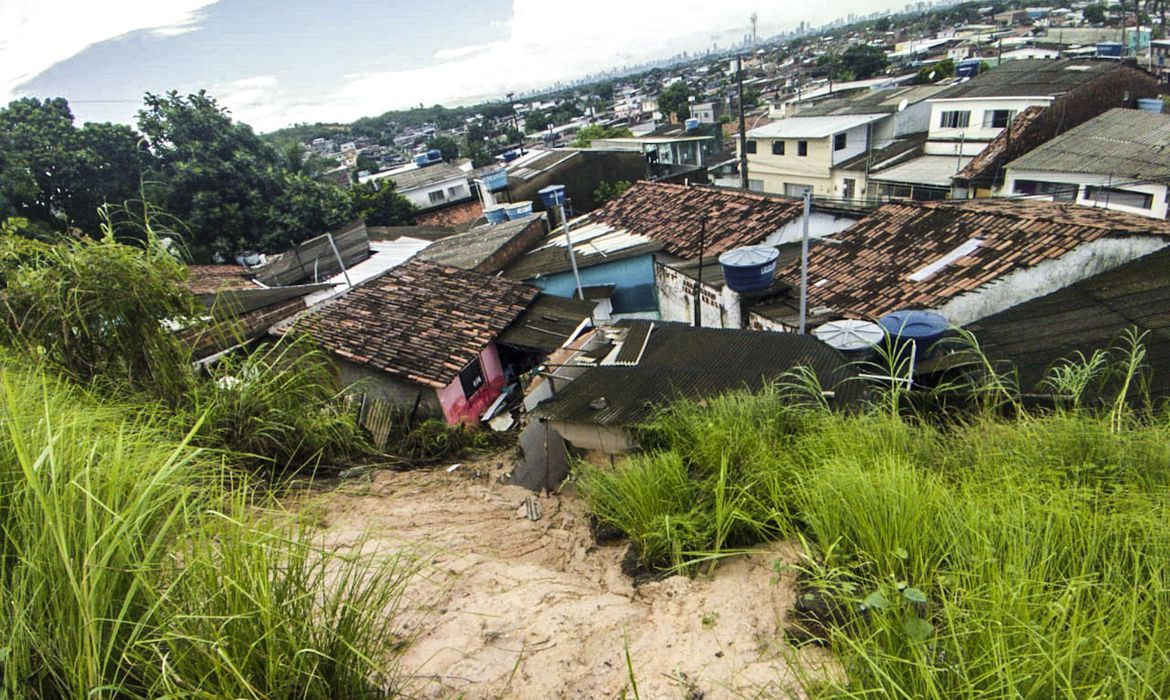
Casas destruidas tras deslave en Recife.

El gobernador de Pernambuco, Paulo Câmara, anticipó el nombramiento de 92 nuevos militares del Cuerpo de Bomberos Militares de Pernambuco para reforzar las labores de socorro a las víctimas de las lluvias y liberó 100 millones de reales para operaciones de rescate. El gobierno declaró situación de emergencia, así como 14 municipios de la región metropolitana del Gran Recife y también solicitó el apoyo del Comando Militar del Nordeste para el servicio de búsqueda y salvamento. La ciudad de Recife ha abierto escuelas y guarderías para recibir a familias necesitadas.

### Federal
En el día de la tragedia, el presidente Jair Bolsonaro puso a disposición mil millones de reales para ayuda de emergencia y para la reconstrucción de viviendas. El 30 de mayo de 2022, el presidente sobrevoló el lugar de la tragedia en un helicóptero, pero no logró aterrizar.